# María Ángeles Durán

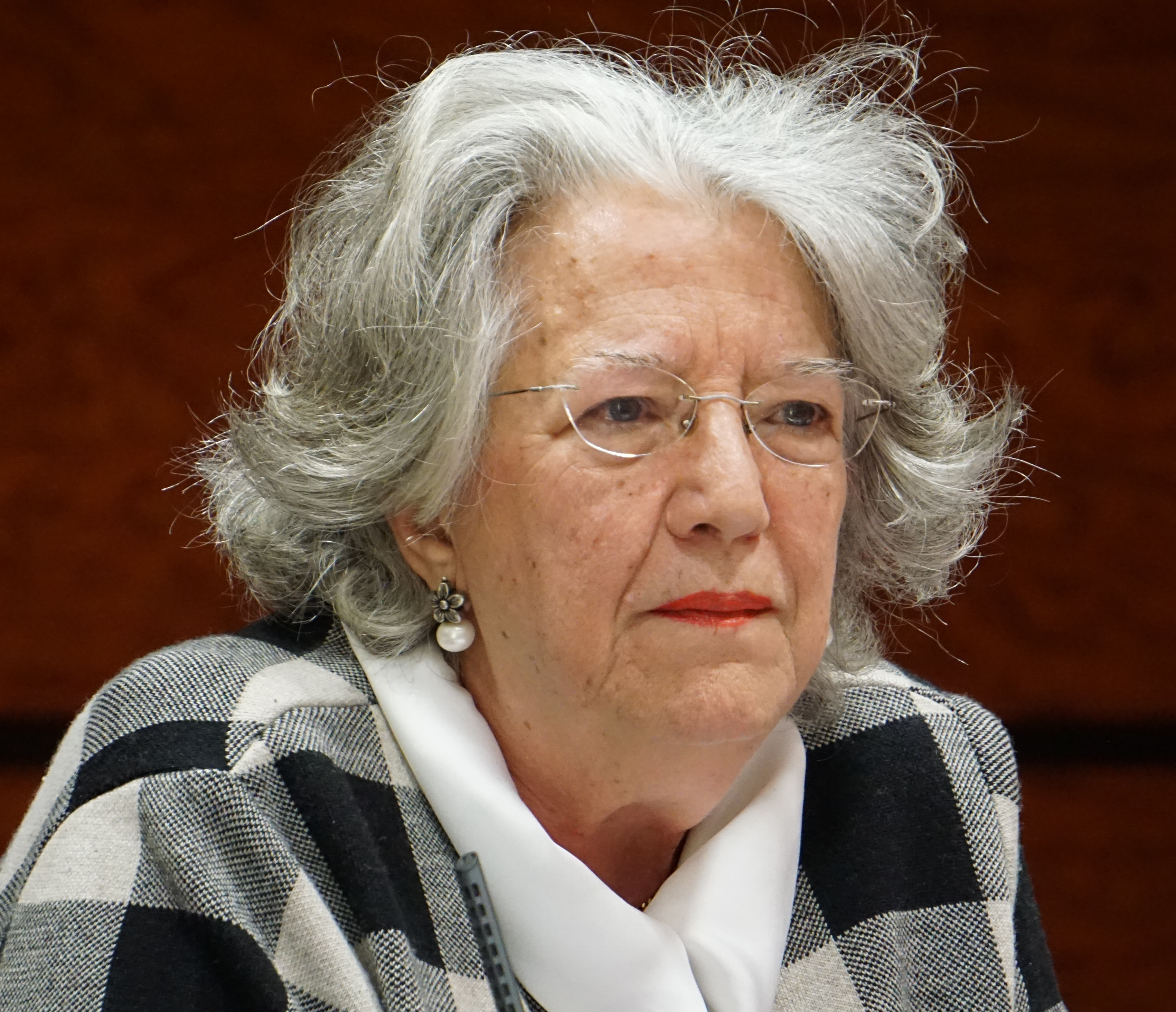
María Ángeles Durán (2016)

María Ángeles Durán Heras (* 30. November 1942) ist eine spanische Soziologin. Sie ist vor allem als Pionierin der Forschung über unbezahlte Arbeit, die soziale Situation von Frauen und ihr soziales und berufliches Umfeld sowie die diesbezüglichen Auswirkungen auf die Gesundheitsökonomie bekannt. Sie war 1982 die erste Frau, die einen Lehrstuhl für Soziologie in Spanien erhielt. 

## Werdegang
María Ángeles Durán studierte an der Universität Alcalá, wo sie 1964 in Politik- und Wirtschaftswissenschaft graduierte und 1971 ihr Ph.D.-Studium in Politikwissenschaft abschloss. Anschließend war sie mit finanzieller Unterstützung des Fulbright-Programms am Institute for Social Research der University of Michigan tätig, ehe sie nach ihrer Rückkehr nach Spanien zum akademischen Personal der Autonomen Universität Madrid gehörte und dort ein Institut für Frauenforschung aufbaute, das sie bis 1985 als Gründungsdirektorin leitete. 1982 wurde sie an der Hochschule zur ordentlichen Professorin berufen, damit hatte sie als erste Frau in Spanien einen Lehrstuhl für Soziologie inne.
Im Mittelpunkt der wissenschaftlichen Arbeit von María Ángeles Durán steht die soziale Situation von Frauen, dabei fokussiert sie sich insbesondere auf Fragestellungen rund um unbezahlte Arbeit und deren Unsichtbarkeit in offiziellen Statistiken und Analysen. Für ihre Arbeit und ihr Engagement wurde sie mehrfach ausgezeichnet, dabei erhielt sie mehrfach Ehrendoktorwürden an verschiedenen Hochschulen.
Zwischen 1998 und 2001 leitete die die Spanische Soziologenvereinigung und saß zwischen 2002 und 2006 im Exekutivkomitee der International Sociological Association.
2004 lobte die Autonome Universität Madrid einen nach ihr benannten Wissenschaftspreis aus, der alle zwei Jahre verliehen werden soll.